# Острвљани Торесовог мореуза
Острвљани Торесовог мореуза су домородачки народ Острва Торесовог мореуза и дела Квинсленда у Аустралији. Културолошки су блиски приобалним народима Папуе Нове Гвинеје. Сматрају их различитим у односу на остале абориџинске народе Аустралије, и обично се наводе засебно. Постоје и две заједнице Острвљана Торесовог мореуза на крајњем северу аустралијског копна, у местима Бамага и Сеисија.

## Популација
6.800 Острвљана Торесовог мореуза живи у области Торесовог мореуза, а 42.000 ван ње, углавном на северу Квинсленда, прецизније у Таунсвилу и Кернсу.

## Култура
Домороци Торесовог мореуза имају специфичну културу која се развила под утицајем живота на острвима. Морнарски су народ, који тргује са народима Папуе Нове Гвинеје. За разлику од домородаца са аустралијског копна, баве се пољопривредом, иако до хране долазе и ловом и сакупљањем.

## Језици
Језици Калав лагав ја, Калау кавау ја, Кулкалгау ја и Кавалгау говоре се на западним, северним и централним острвима. Блиски су са абориџинским језицима из пама-њунганске породице. Мериам мир је близак папуанским језицима, и у употреби је на источним острвима.